# Brian Marchbank
Pour les articles homonymes, voir Marchbank.
Brian Marchbank (né le 20 avril 1958) est un joueur de golf professionnel écossais. Il débute avec succès lors du tournoi amateur de Coupe Walker de 1979 (en) et se hisse à la 8e place lors de l'Open Championship de 1986 (en). Ne remportant jamais un Tour européen PGA officiel, il remporte néanmoins le Equity & Law Challenge (en), un tournoi lucratif non officiel, en 1990 et 1991.
Sa meilleure performance lors d'un tournoi officiel est la seconde place lors de l'Open d'Angleterre de golf de 1982 où il termine derrière Greg Norman.